# Werner von Tettingen

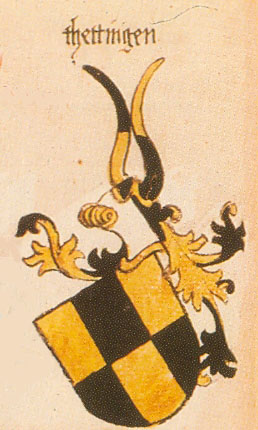
Herb rodu Tettingen

Werner von Tettingen (ur. ok. 1350, zm. 1413 w Toruniu) – wielki marszałek Zakonu Krzyżackiego w latach 1392-1404, wielki szpitalnik Zakonu Krzyżackiego w latach 1404-1412. Uczestnik bitwy pod Grunwaldem. 

## Życiorys
Pochodził ze starego arystokratycznego rodu z regionu Hegau. Prawdopodobnie był synem Burkarda von Tettingena oraz jego żony Fidanne. Jego wczesne losy pozostają nieznane, nie wiadomo kiedy wstąpił do Zakonu. W latach 1384-1387 pełnił urząd komtura Bałgi, w latach 1390-1392 był komturem Dzierzgonia, a potem aż do 1404 był wielkim marszałkiem i komturem Królewca.
Po rezygnacji ze stanowiska marszałka został komturem Elbląga i jednocześnie wielkim szpitalnikiem. 
Podczas bitwy pod Grunwaldem dowodził chorągwią miasta i komturii Elbląga. Był jedynym z najważniejszych dygnitarzy zakonu, który przeżył bitwę. Po klęsce zakonu uciekł do Elbląga, z którego wyrzucili go mieszczanie popierający króla polskiego, uchodząc do Malborka.
Po wyborze na wielkiego mistrza Henryka von Plauena Wener brał udział w licznych negocjacjach dyplomatycznych z Królestwem Polski. W trakcie jednych z nich, latem 1413 roku zmarł w Toruniu.